# Hosto Lucrecio Tricipitino
Hosto Lucrecio Tricipitino  fue un político romano del siglo V a. C. perteneciente a la gens Lucrecia.

## Familia
Lucrecio fue miembro de los Lucrecios Tricipitinos, la más antigua familia patricia de la gens Lucrecia. Fue padre del tribuno consular Publio Lucrecio Tricipitino.

## Consulado
Ocupó el consulado en el año 429 a. C., en un año marcado por la ausencia de hechos destacados.